# 罗伯特·李斯顿
罗伯特·李斯顿（英語：Robert Liston，1794年10月28日—1847年12月7日）是一位英国外科醫師，1841年当选皇家学会院士，对外科手术的规范性进行了重要工作，并将乙醚麻醉引入英国。他进行了欧洲第一例现代麻醉手术，仅用28秒就锯掉了患者的大腿。曾被誉为“十九世纪最快的外科手术师”。